# Звезда Востока
«Звезда́ Восто́ка» (укр. Зірка Сходу) — російськомовний літературний журнал, що видається в Ташкенті (Узбекистан).

## Історія
Перше число журналу побачило світ у вересні 1932 року під назвою «Советская литература народов Средней Азии» (укр. «Радянська література народів Середньої Азії»). Після I Всесоюзного з'їзду радянських письменників, що відбувся 1934 року, журнал було реорганізовано: від 1935 року він видавася під назвою «Литературный Узбекистан» (укр. «Літературний Узбекистан»). Наприкінці 1937 року назва журналу ще раз змінилася, тепер він називався «Литература и искусство Узбекистана» (укр. «Література та мистецтво Узбекистану»). Від травня 1946 року журнал виходить під сучасною назвою «Звезда Востока» (укр. «Зірка Сходу»).